# Lucius Clodius Ingenuus
Lucius Clodius Ingenuus (vollständige Namensform Lucius Clodius Publi filius Claudia Ingenuus) war ein im 1. Jahrhundert n. Chr. lebender Angehöriger des römischen Ritterstandes (Eques).
Durch eine Inschrift, die in Rom gefunden wurde und die auf 71/130 datiert wird, sind einzelne Stationen seiner militärischen Laufbahn (siehe Tres militiae) bekannt. Er war zunächst Kommandeur (Praefectus) der Cohors Mattiacorum. Danach diente er als Tribunus militum in den folgenden Legionen: der Legio I Italica, der Legio V Macedonica und der Legio VII Claudia pia fidelis.
Ingenuus war in der Tribus Claudia eingeschrieben.